# Леон Гамбетта
Леон Мішель Гамбетта (фр. Léon Michel Gambetta; 2 квітня 1838, Каор — 31 грудня 1882, Віль-д'Авре) — французький республіканський політичний діяч, прем'єр-міністр та міністр закордонних справ Франції у 1881—1882 роках.

## Біографія

### Ранні роки та освіта
Леон Гамбетта народився 2 квітня 1838 року в Каорі в сім'ї багатих торгівців. Батько, процвітаючий бакалійник Джузеппе Гамбетта, був вихідцем з Генуї, мати була француженкою. Навчався Гамбетта спочатку у семінарії в комуні Монфокон у департаменті Ло, потім у Каорському ліцеї. Дуже рано звернув на себе увагу своїми визначними здібностями. У 1848 році під час шкільних канікул внаслідок нещасного випадку Гамбетта втратив зір на праве око .
У Парижі протягом трьох років (1857–1860), проведених в Ecole de droit (юридичний факультет), Гамбетта старанно працював, вивчаючи, крім юридичних наук, історію та літературу.

### Адвокатська кар'єра
Після закінчення курсу Гамбетта відразу ж записався до стажерів колегії адвокатів, і ніколи не полишав адвокатського статусу, хоча насправді його адвокатська діяльність була короткочасна.
Як адвокат, який ще навіть не отримав свого адвокатського стажу, Гамбетта виступив захисником з деяких політичних процесів. Його ораторський талант привернув увагу якщо не юрби, то осіб, які цікавляться судовими справами. У 1860 році він отримав ліцензію.
Разом з тим Гамбетта відвідував лекції Сорбонни і Collège de France, вивчаючи політичні та адміністративні науки, і проводив дні в Законодавчому корпусі, стежачи за політичними дебатами.
Повертаючись із нижньої палати законодавчих зборів, він накидував на папір свої враження, і його нариси з'являлися як кореспонденції з Парижа у французькій газеті, що виходила у Франкфурті.

### Гамбетта – республіканець
Розділяючи з багатьма однолітками ненависть до імперії, Гамбетта не соромився розвивати в колі друзів республіканські ідеї .
Становище, яке він завоював у студентському кварталі, дало йому можливість енергійної опозиційної агітації на виборах 1863 року за журналіста Прево-Парадоля. Енергія та безстрашність зміцнили за ним чільне місце в ліберальній опозиції. Гамбетта став часто і успішно виступати захисником з політичних процесів і у справах друку.
Захищаючи журналістів, що збирали підписи за пам'ятник убитого на барикадах під час бонапартистського перевороту (1851) депутата, Гамбетта закликав до відповіді уряд Наполеона III

І ви наважуєтеся стверджувати, що ви врятували суспільство, тоді як ви занесли над ним вашу злочинну руку.
— 
Гучна популярність відкрила перед Гамбеттою арену політичної діяльності. Марсель запропонував Гамбетті депутатські повноваження замість свого померлого депутата, проте уряд вирішив відстрочити всі додаткові вибори.
На загальних виборах 1869 року Гамбетта був обраний в Законодавчий корпус від Марселя і Парижа і швидко завоював у ньому помітне становище. Імперія переживала критичний період. Тяжке завдання примарного оновлення політичного устрою Франції покладено було на колишнього республіканця Еміля Олів'є. Демократична опозиція не вірила у щирість уряду Наполеона III, і Гамбетта став виразником безкомпромісних настроїв. У своїй промові 5 квітня 1870 він говорив:

«Настав час, щоб імперія поступилася своїм місцем республіці; якщо вона не поступиться ним добровільно, то з'явиться хтось, хто змусить її поступитись, і цей хтось… революція».

Гамбетта, однак, не прагнув насильницького перевороту. Він був прихильником революції, скоєної виборчим бюлетенем.
Втрачаючи ґрунт під ногами, імперія шукала вихід у франко-прусській війні. Зусилля Гамбетти і Тьєра із запобігання війни залишилися безплідними. Тоді Гамбетта в ім'я порятунку Франції голосує за військові кредити та підтримує заходи, запропоновані міністрами Наполеона III для організації захисту. Проте седанська капітуляція поховала Другу імперію.
Зважаючи на наближення німецьких військ, Гамбетта докладав зусиль для підтримки закону і порядку, вважаючи, що революційний хаос сприятливий для ворога. Він запропонував Законодавчому корпусу обрати уряд народної оборони, але династичні почуття парламентської більшості взяли гору, і заклик Гамбетта не був почутий. Тоді Гамбетта зійшов на трибуну і перед більшістю, що розгубилася, голосно промовив:

Луї Наполеон Бонапарт та його династія назавжди перестали царювати у Франції.
Через годину на площі Ратуші було проголошено республіку. Поспішно обраний Уряд народної оборони доручив Гамбетті посаду міністра внутрішніх справ. Перш ніж новий уряд встиг щось зробити, Париж був оточений і відрізаний від країни. Гамбетта на повітряній кулі вилетів з Парижа і через два дні з'явився в Турі.

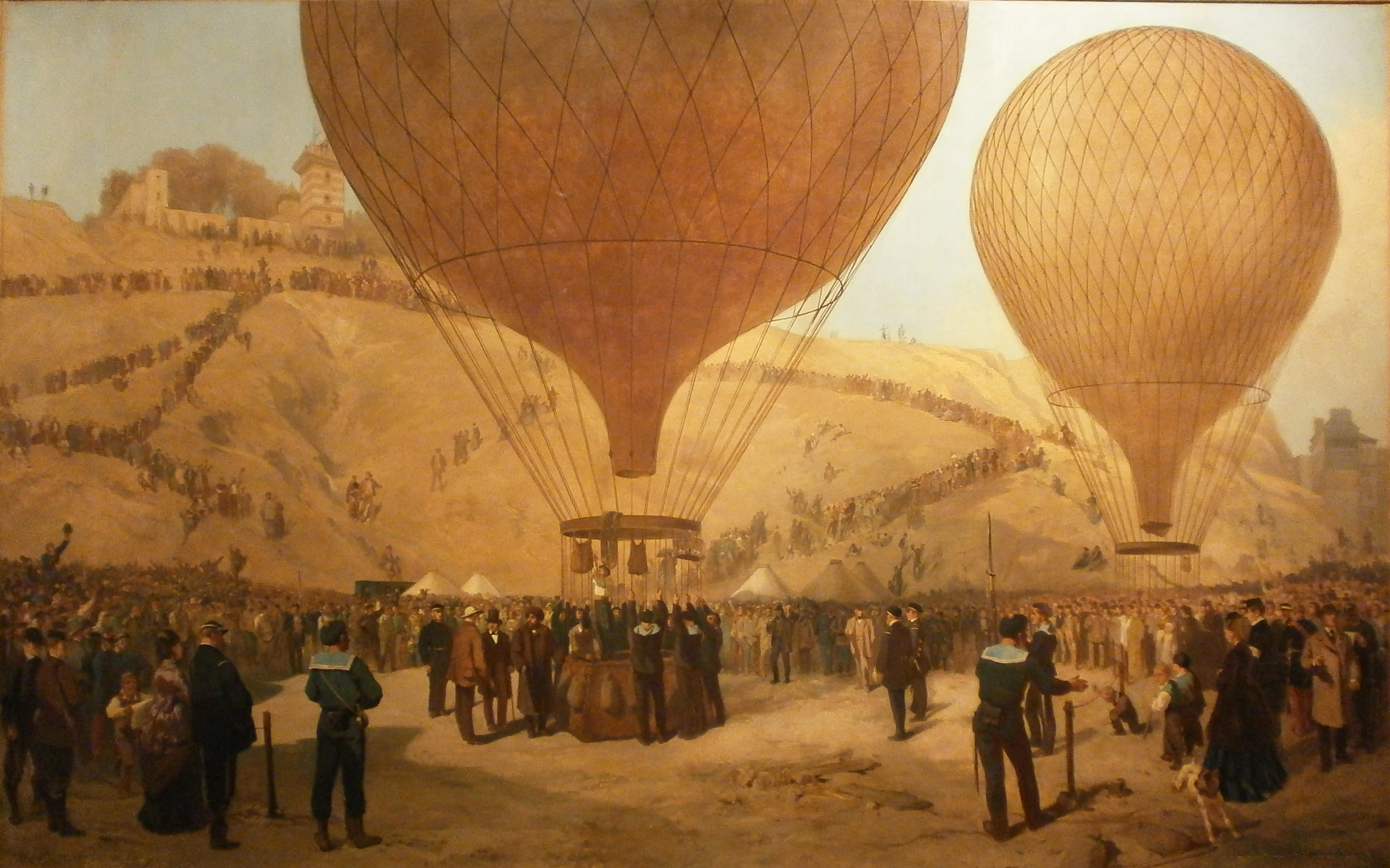
Відправлення Гамбетти на повітряній кулі з Парижа

Франція була повністю дезорганізована, залишившись без армії, без зброї та фортець. Гамбетта, наділений у сфері внутрішніх справ диктаторськими повноваженнями, протягом місяця організував оборону. Зібрана армія протягом чотирьох місяців витримувала тиск більших німецьких сил.
1 березня 1871 в Бордо Національні збори більшістю 516 голосів проти 107 прийняли принизливий мир. Гамбетта склав із себе депутатські повноваження і залишив зал засідань. Гамбетта полишив Францію і провів кілька місяців майже на її кордоні, в іспанському місті Сан-Себастьян. Це був період громадянської війни із протистоянням Паризькій комуні.
Гамбетта був знову обраний до Національних зборів під час виборів у липні 1871 року. Він вважав, що лише поміркована, стримана політика здатна залучити до Республіки сільське населення Франції та схилити Національні збори до остаточного визнання республіканських інститутів.
Незважаючи на колишнє вороже ставлення до нього Тьєра, Гамбетта рішуче приєднався до його політичної програми. Тьєр проголосив, що влада належатиме тій із партій, яка виявиться мудрішою і гіднішою. Потрібно, говорив Гамбетта, щоб республіканська партія стала наймудрішою. Гамбетта, з одного боку, стримував нетерплячі пориви республіканців, з іншого — вів  запеклу боротьбу з монархічними партіями, які не приховували намірів відновити у Франції монархію. У цій боротьбі Гамбетта показав себе майстерним парламентським тактиком. Гамбетта домагався здійснення двох нових завдань республіканської програми: реформи народної освіти та військової реформи. Він стверджував:

Народне невігластво – це спільне джерело деспотизму та демагогії, це омани, що тягнуть націю до кінцевої загибелі; а повторення чужоземної навали, що обрушилася на Францію, може бути попереджено тільки потужною військовою організацією.
Озлоблення проти Гамбетти зростало, але він не бентежився запеклими нападками, об'їжджав Францію з кінця в кінець і пропагував помірну, але тверду республіканську лінію. Кожні нові вибори демонстрували успіхи республіканської партії.
Місце Тьєра, що підтримував Гамбетта, зайняв Мак-Магон, і новий уряд перейшов у рішучий наступ проти республіканців.
Сам граф де Шамбор засмутив задуми своїх прихильників, воліючи швидше відмовитися від престолу, ніж пожертвувати білим прапором. Монархісти зважилися затягувати, наскільки можливо, невизначений перехідний стан. Гамбетта, переслідуючи політику «результатів», схилив свою партію визнати за Національними зборами права Установчої палати, сподіваючись, що утвориться більшість на користь остаточного встановлення республіканської форми правління. Ця політика мала успіх.
31 січня 1875 Національні збори більшістю в один голос проголосили Республіку як законну форму правління у Франції. Справа не обійшлася без поступок. Республіканці, значною мірою ворожі встановленню другої палати, погодилися на формування Сенату, захист якого взяв Гамбетта, передбачаючи, що він стане «великим порадником французьких громад». Усвідомлюючи, що від результатів виборів до нової палати залежить майбутнє республіки, Гамбетта віддався виборчому руху.
«Балаганним оратором» і «мандрівним рознощиком» називали Гамбетту опоненти, коли вінроз'яснював республіканську програму у тому чи іншому місті Франції. Гамбетта відповідав, що «я рознощик Республіки, і пишаюся цим». Перемогли республіканці, але монархісти були дуже далекі від остаточної поразки на виборах.
Гамбетта був обраний більшістю нової палати головою бюджетної комісії. П'ятнадцять промов, присвячених бюджетам військового, морського міністерства, внутрішніх та закордонних справ визначили напрямок необхідних реформ. Вказавши на необхідність введення податку на прибуток, Гамбетта великими штрихами описав фінансову політику, засновану на демократичних засадах.
Головною опорою монархістів був клерикалізм. Далекий від ототожнення клерикалізму і релігії, Гамбетта не був ворогом церкви, він навіть був проти відокремлення церкви від держави і відстоював конкордат. Він вимагав лише, щоб церковна кафедра не перетворювалася на політичну трибуну, щоб духовні особи однаково з усіма громадянами підкорялися існуючим законам.
Але саме із втратою політичного впливу клерикальна партія не прагнула миритися. Підкоряючись її впливу, президент Мак-Магон відправив у відставку (16 травня 1877) помірковано республіканський уряд Жуля Сімона. Уряд відстрочив на місяць засідання палати, що стало прологом до розпуску республіканської палати, обраної лише рік тому. Колишній адміністративний персонал був замінений новим, з часів Імперії.
За ініціативою Гамбетти республіканська партія звернулася до населення з маніфестом, підписаним 368 депутатами,  запрошуючи населення до протесту виборчими бюлетенями проти замаху на волю та Республіку, протезі збереженням порядку. «Сила має схилитися перед правом» – з цим гаслом Гамбетта об'їжджав Францію, заявляючи, що республіканська більшість повернеться до палати незайманою, незважаючи на всі зловживання уряду. У відповідь на пряме втручання у виборчу боротьбу маршала Мак-Магона, котрий висловив рішучість не відступати ні перед чим для «подолання безпорядків», Гамбетта виголосив промову в Ліллі:

Коли Франція підніме свій державний голос, вірте мені, треба буде або підкоритися, або піти.
Уряд вважав, що стиснута формула Гамбетти «se soumettre ou se démettre» (підкоритися або піти у відставку) завдала йому смертельної рани. Гамбетту притягли до суду і присудили до трьох місяців в'язниці та штрафу 2000 франків, але його популярність тільки зросла. Вирок цей не був виконаний. Вибори 14 жовтня 1877 виправдали гасло Гамбетти: право пригнічує силу.
Президентові довелося підкоритися народній волі. Суворе застосування парламентаризму вимагало б, щоб після повернення республіканської більшості президент доручив республіканцям формування кабінету. В одній із промов Гамбетта виклав свою політичну програму. Реформа народної освіти, військова реформа, врегулювання відносин між церквою та державою, реформа судова, реформа законодавства, що стосується асоціацій, робочих спілок, реформа фінансова, заходи, спрямовані на забезпечення робітників на випадок хвороби, старості, нещасних випадків — ця програма викликала нарікання за «зайву поміркованість» та звинувачення в «опортунізмі». Він повставав проти утопій тих, хто «вірує в панацею», здатну в 24 години облагодіювати людство. Вирішення соціального питання, або, як він висловлювався, «цілого ряду соціальних завдань», могло бути досягнуте лише поступовим вирішенням однієї задачі за іншою, «а не якоюсь єдиною формулою». Поміркованим було і його ставлення до зовнішньої політики.
Ідея реваншу ніколи не покидала Гамьетту, але боротьба з Німеччиною за повернення Ельзасу і Лотарингії уявлялася  ним у відносно далекому майбутньому, коли Франція  зміцніє. До того часу Гамбетта рекомендував не вимовляти зухвалих слів, ніколи не говорити про переможця, але «постійно думати про нього». Хоч якою стриманою була його програма, звернення до Гамбетти означало для Президента, що монархічні надії поховані назавжди. Мак-Магон вважав за краще звернутися до Дюфора, і тим створити для Гамбетти неприйнятні умови.
В цей час опоненти почали звинувачувати Гамбетту в «закулісній владі», не пов'язаній із відповідальністю. До ворожих монархістів приєдналися радикальні республіканці. Важке становище Гамбетти повинно було припинитися, коли Мак-Магон зважився нарешті піти (1879). Кандидатура Гамбетти на президентську посаду була ймовірною, але щоб уникнути розбрату в республіканському таборі, Гамбетта підтримав Жуля Греві як кандидата, за якого можуть проголосувати всі республіканці.
Палата депутатів більшістю у 314 голосів із 405 обрала Гамбетту новим головою. Хоч якою почесною була ця роль, вона не усувала його аномального становища. Ворожі чутки про «закулісний уряд» Гамбетти посилювалися та компрометували як його, так і нових міністрів. У заявах Гамбетти, що він ніколи не відмовлявся від відповідальності, пов'язаної з посадою глави уряду, і прийме її, як тільки вона йому буде запропонована, вбачали одне лише лицемірство.
Обіймаючи посаду голови палати, Гамбетта, як і раніше, залишався очільником республіканської більшості, голос якого мав найбільшу вагу при вирішенні найважливіших питань. Йому часто доводилося покидати головне крісло, втручатися в дебати і його думка здебільшого виявлялася вирішальною. Повернення палати з Версаля до Парижа і амністія, що покрила забуттям справи Комуни, були проведені при підтримці Гамбетти.
Гамбетта був гарячим прихильником виборів за списками, а не по округам, вважаючи, що тільки вибори за списками здатні утворити палату, яка буде мати своїм завданням відродження Франції. Один з його друзів, Аженор Барду, вніс проект закону про заміну виборів по округам системою виборів за списками. Негайно почали поширюватися чутки, що Гамбетта прагне змінити виборну систему з метою досягнення власної диктатури.
Проект закону про зміну виборної системи було відкинуто Сенатом. Нові вибори в серпні 1881 року ввели до Палати депутатів значну республіканську більшість, але не згуртовану і не спрямовану на негайне проведення демократичних реформ, що входили до програми Гамбетти. Незабаром, при обговоренні франко-туніської війни,  більшість виявила свою розрізненість, і знадобилося втручання Гамбетти, щоб завершити дебати. Франція скористалася сутичками між прикордонними племенами в Тунісі та Алжирі для окупації Тунісу. В результаті, 12 травня 1881 року в місті Бардо, неподалік столиці Тунісу, було укладено так званий Бардоський договір, за яким Франція оголосила про свій протекторат над Тунісом. Під час ратифікації договору у французькому парламенті низка депутатів виступила проти договору, заявляючи, що він узаконює військову інтервенцію в Тунісі, хоча парламент виділяв фінансування лише на підтримку порядку на території прикордонних племен. Крім того, вказувалося, що французький уряд вступив у війну з суверенною державою, не отримавши на те попередньої згоди парламенту, чим порушив Конституцію. Тим не менш, у результаті договір був ратифікований переважною більшістю голосів. Палата прийняла пропозицію перейти до нагальних справ, що висловлювало рішучість дотримуватися договору, підписаного ім'ям французької нації.
На другий день, 14 листопада 1881 року, уряд Феррі пішов у відставку, і президент Греві доручив Гамбетті сформувати новий кабінет міністрів. Відразу з'явився міф про бажаність створення «великого уряду» з колишніх голів ради міністрів із Гамбеттою на чолі. Міф цей співчутливо було прийнято громадською думкою, і Гамбетта повинен був поступитися її натиску.
Спроба «великого уряду» не вдалася, зокрема тому, що багато колишніх голів уряду не поділяли всіх поглядів Гамбетти на необхідні реформи. Тоді він утворив уряд тісно згуртований і однорідний, що твердо вирішив втілити у життя політичну програму Гамбетти. Найпекучішим питанням було питання перегляду Конституції. Гамбетта вимагав, щоб межі перегляду конституції були точно визначені, щоб між палатою та сенатом відбулася попередня угода щодо тих питань, які підлягатимуть вирішенню. Разом з тим він зажадав, щоб до цих питань було включено і питання про зміну системи виборів.
Монархісти та партія президента республіки, котрий не ставився приязно до Гамбетти, склали опозиційну групу, натхненну бажанням похитнути його вплив і повалити уряд. Ця мета була досягнута, і менш ніж через три місяці, 26 січня 1882 року, Гамбетта поступився владою своєму міністру у справах народної оборони – Фрейсіне.
Обраний одразу ж головою комісії з військової реформи, Гамбетта повернувся до парламентської роботи, а також до роботи у створеній ним ще у початковий, гострий період боротьби з монархічною коаліцією газеті «Французька республіка», керівництво якої він ніколи не полишав.
Через невдачі у зовнішній політиці, Голова кабінету міністрів Шарль де Фрейсіне зазнав поразки в Палаті депутатів з єгипетського питання (Англо-єгипетська війна); його було звинувачено у допущенні бомбардування Олександрії Великою Британією. 29 липня 1882 року кабінет Фрейсіне подав у відставку. В провінціях висловлювали сподівання, що Гамбетта знову повернеться до керма влади. Проте пістолетний постріл, зроблений ймовірно з необережності самим Гамбеттою, спричинив 31 грудня 1882 його важке поранення і смерть .

### Смерть

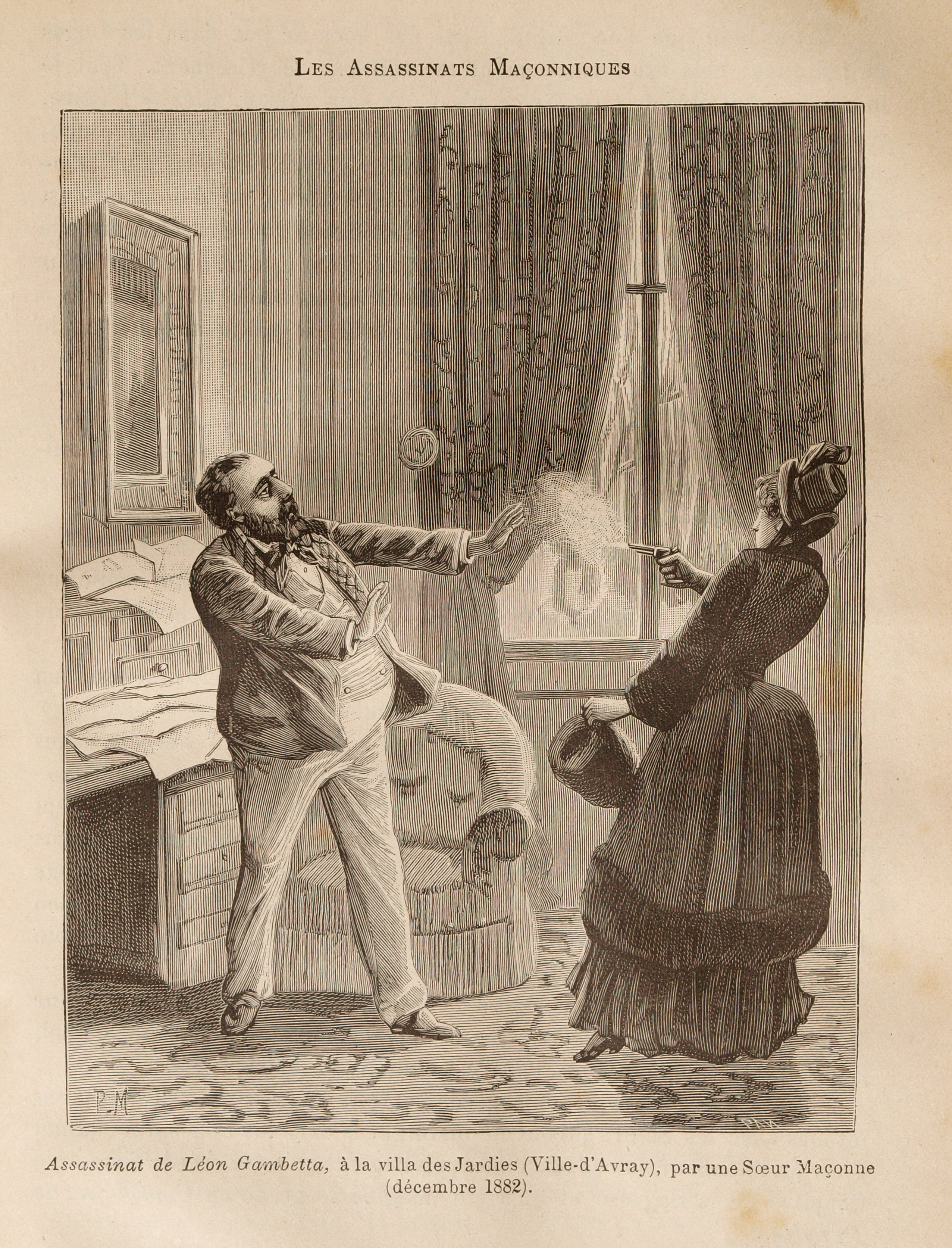
Замах на Гамбетта. Літографія з книги Лео Таксіля

За офіційною версією, 27 листопада 1882 Гамбетта легко поранив себе в руку, практикуючись у стрільбі з пістолета у своєму маєтку в Віль-д'Авре поблизу Севра, і знаходився під наглядом лікарів. 23 грудня у нього діагностували запалення сліпої кишки, в результаті якого 31 грудня він помер. Водночас, довгий час у Європі ходили чутки про причетність до його смерті німецької розвідки, масонів і навіть убивство його власною коханкою Леоні Леон, розтиражовані, зокрема, журналістом Лео Таксілем.
Гамбетта був похований в Ніцці, на цвинтарі Шато. Його серце було забальзамоване і в 1920 році поховане в паризькому Пантеоні.

## Пам'ять
- Ім'ям Гамбетти названі станція паризького і лілльського метрополітену.
- У 1901 році був спущений на воду крейсер «Леон Гамбетта», перший з крейсерів цієї серії.
- У Сайгоні була встановлена статуя Гамбетти і була вулиця Гамбетта.
- На честь Гамбетти названо проспект і площу в Парижі, центральний бульвар Ніцци, одна з головних площ у Бордо, а також площі у Вані і в Кавайоні.
- У Парижі в 1982 році, в соту річницю смерті Гамбетти, був відкритий відреставрований  пам'ятник[fr] неподалік площі Гамбетта[fr].

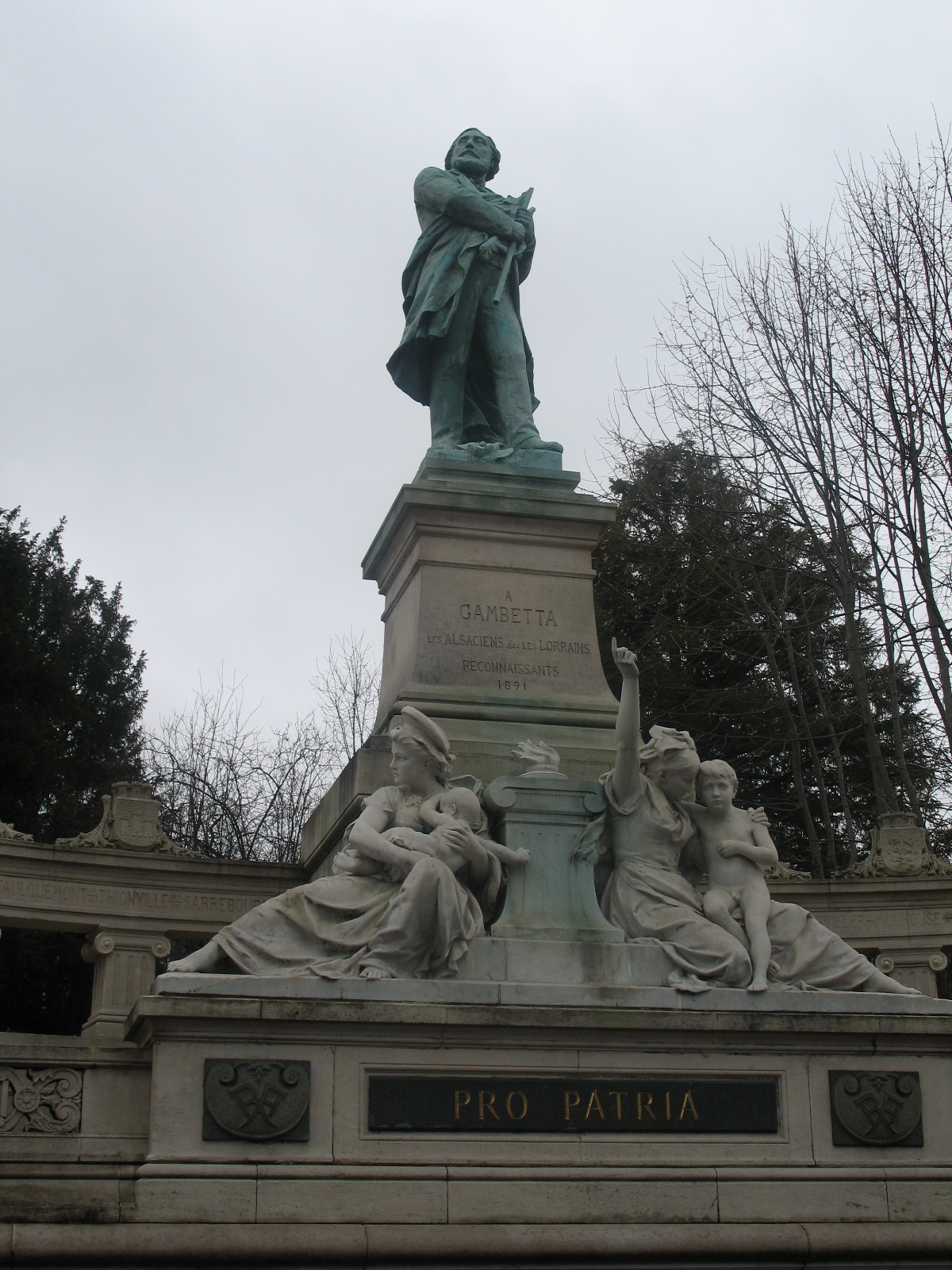
Монумент Гамбетти в Севрі роботи Фредеріка Бартольді (1891)
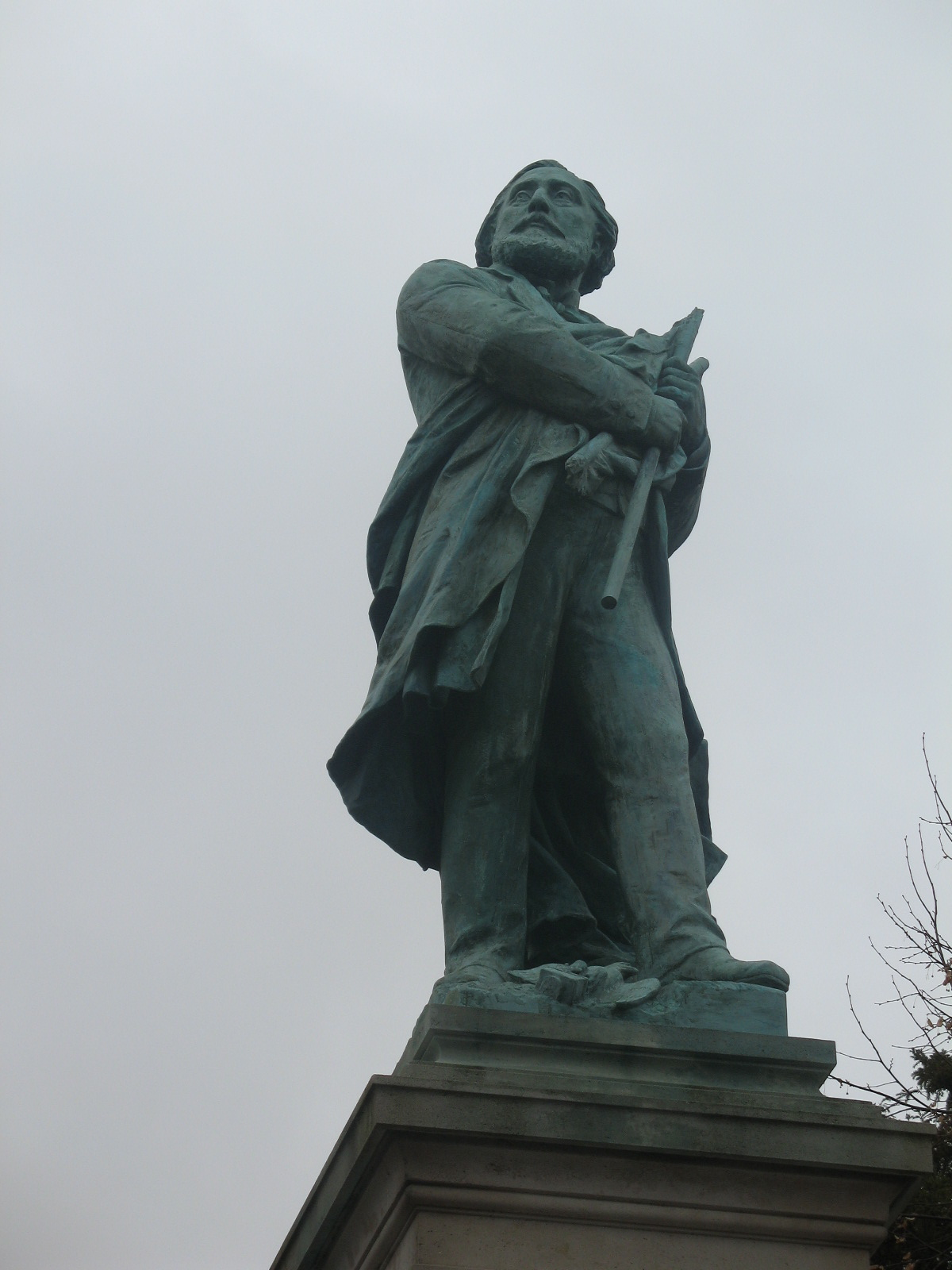
Фрагмент пам'ятника
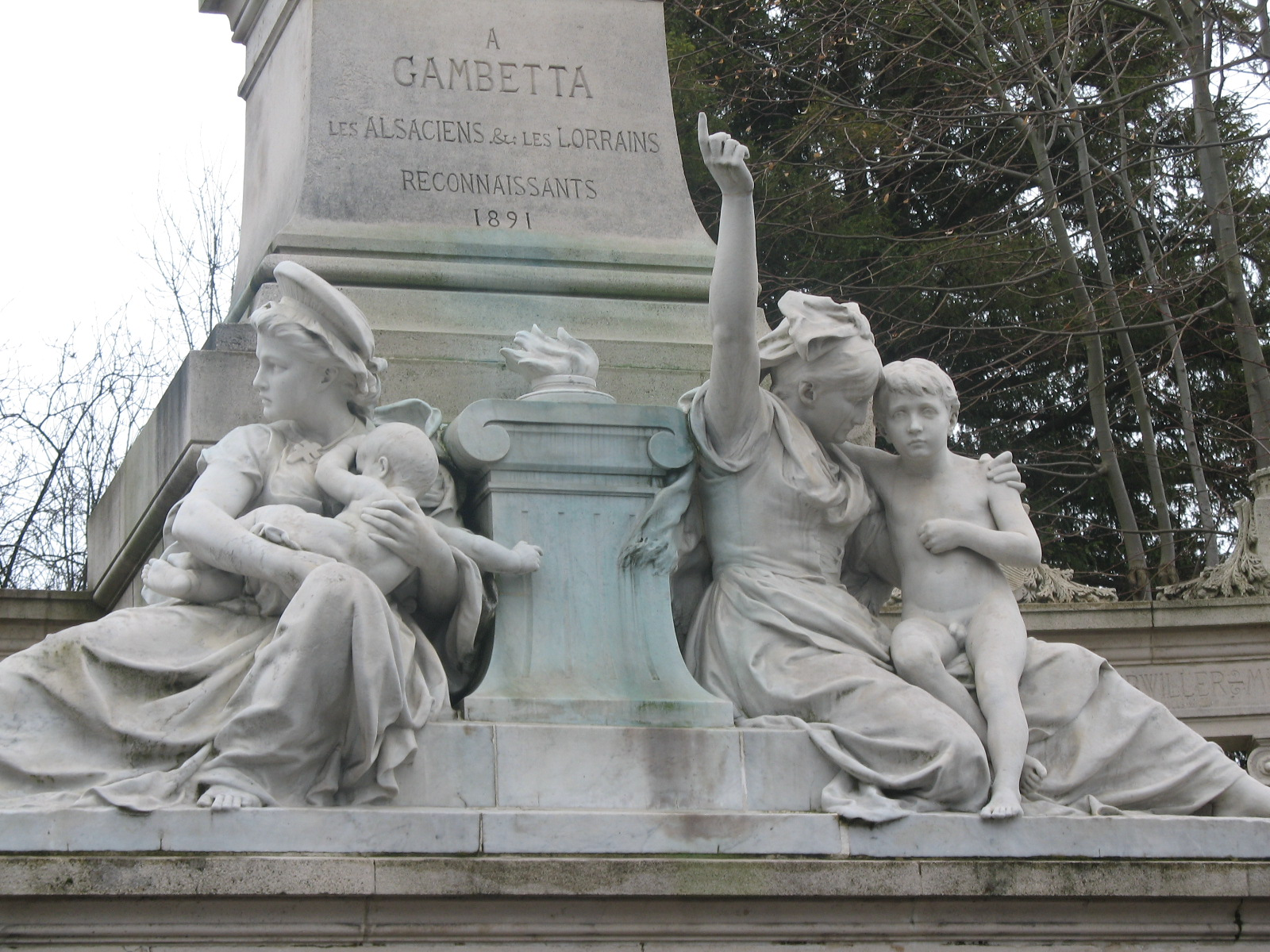
Фрагмент постаменту
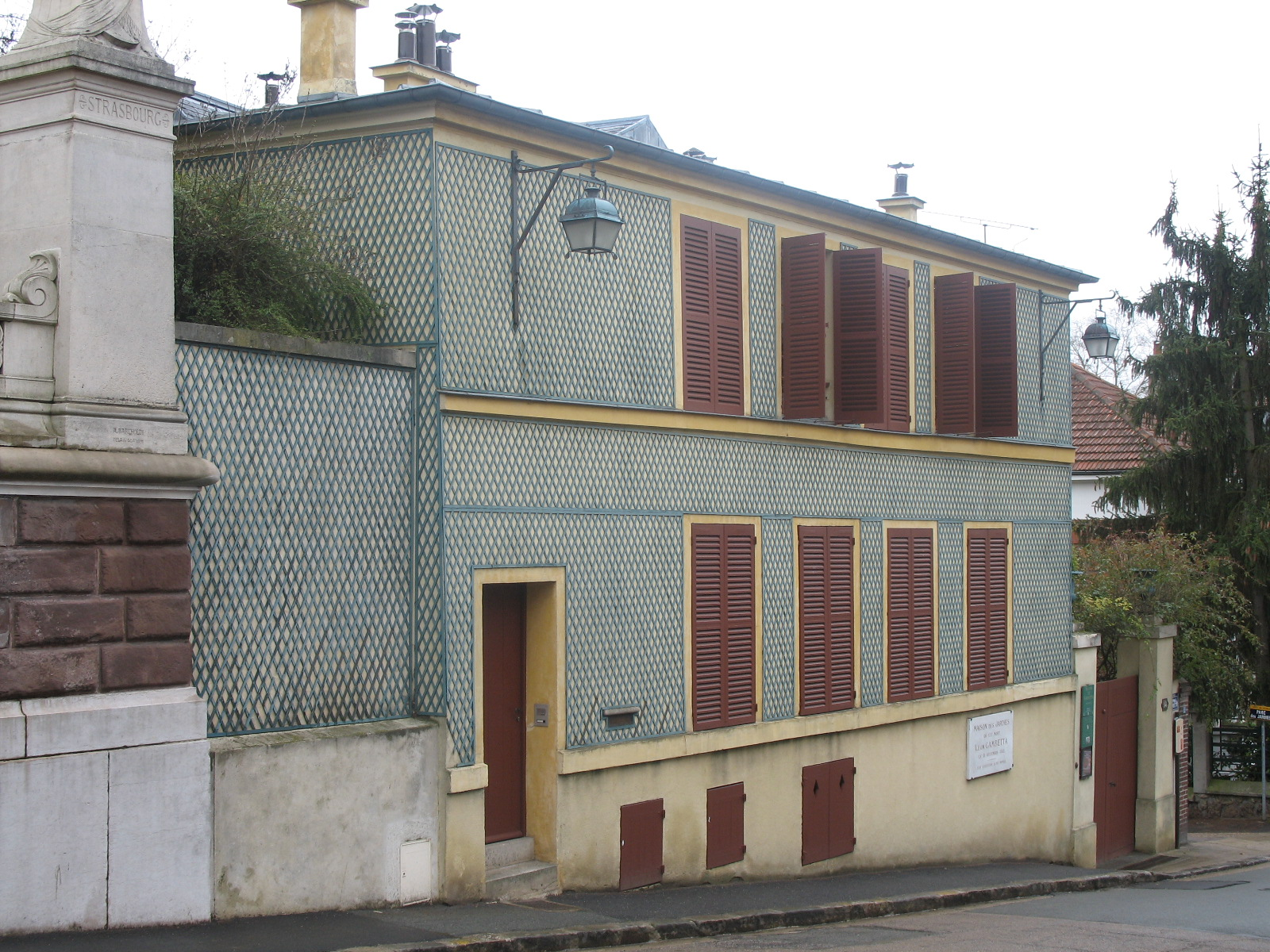
Будинок, в якому помер Гамбетта.
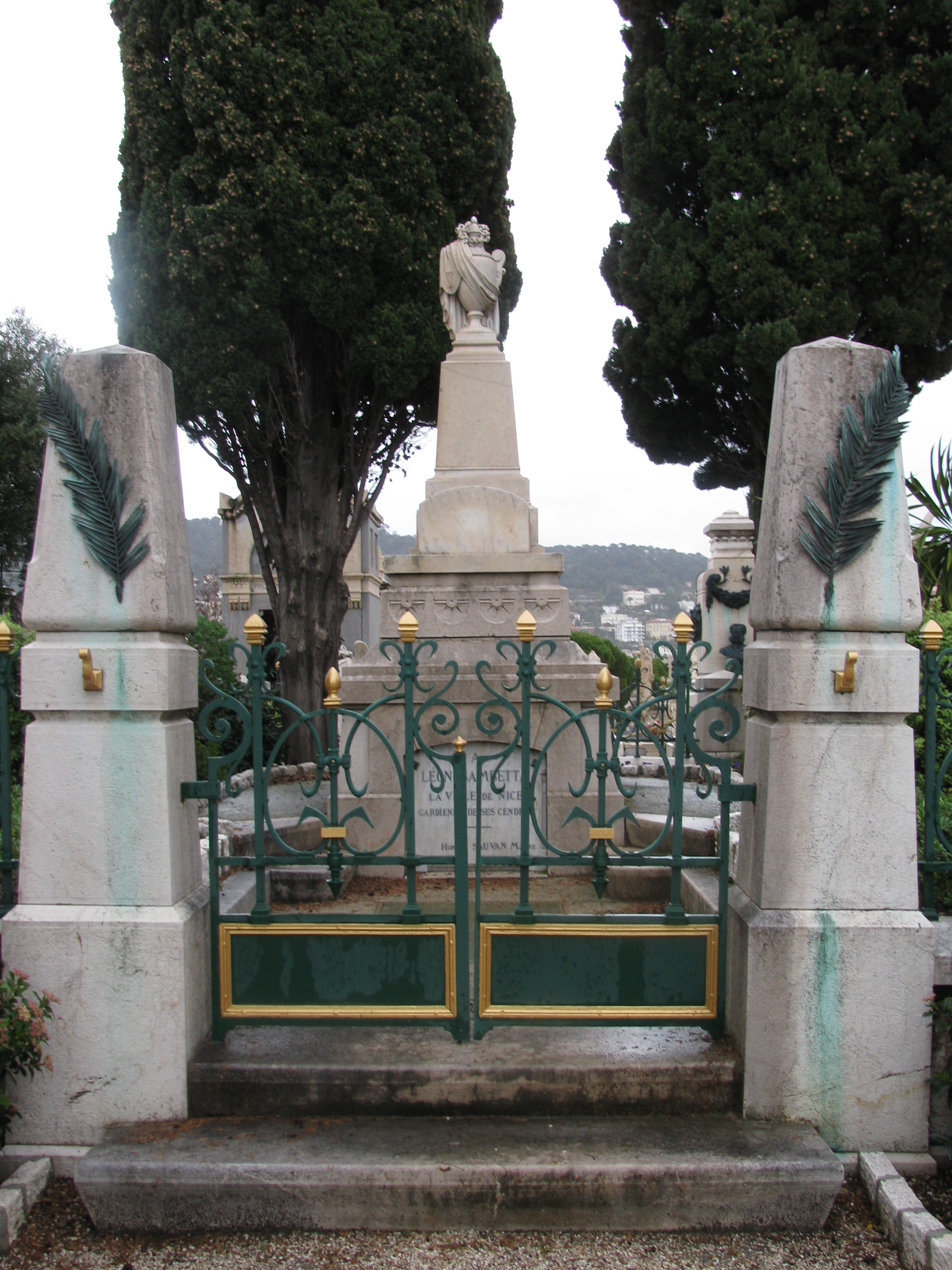
Пам'ятник у Ніцці
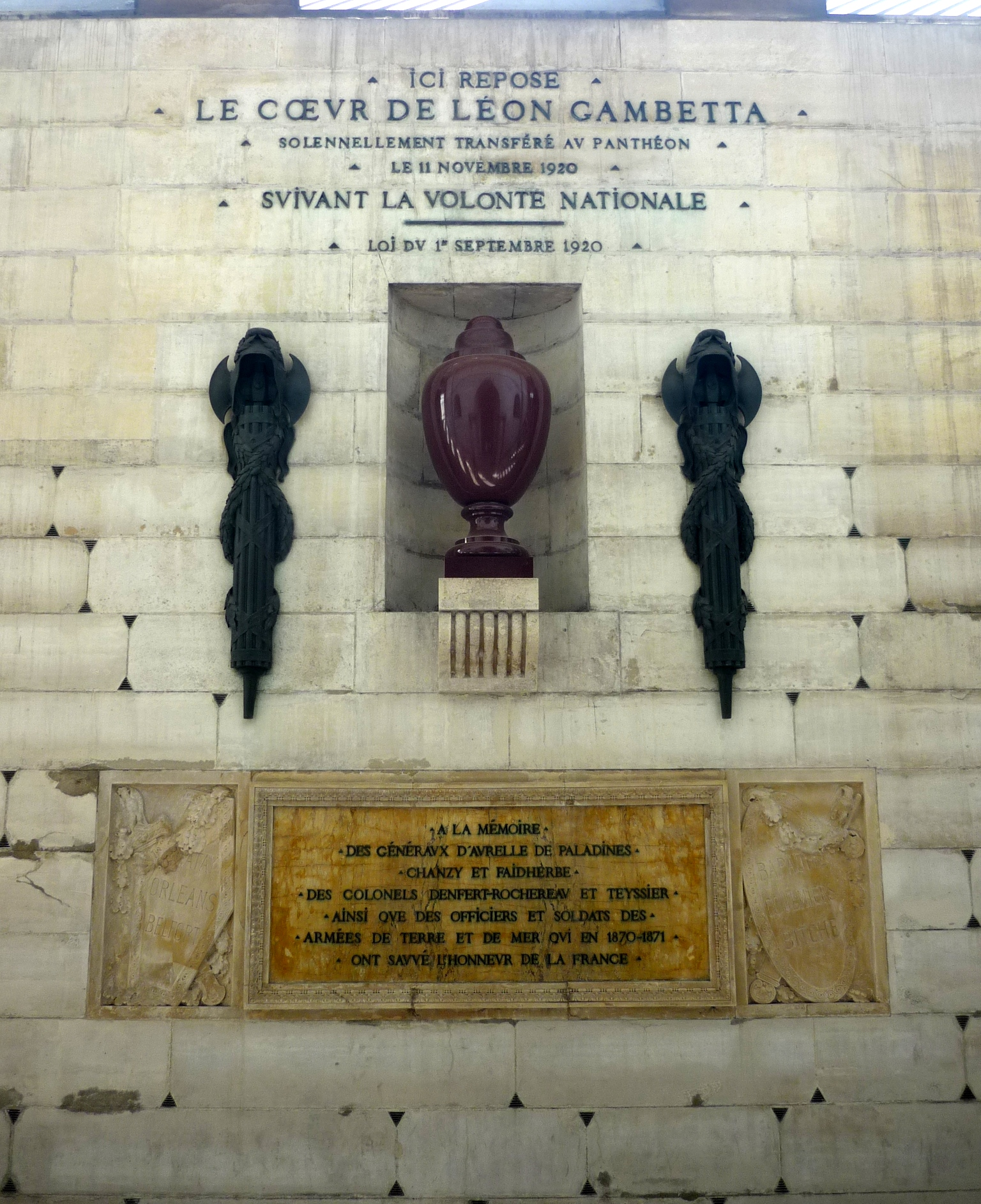
Урна із серцем

## Публікації
Збірки журнальних праць, промов і депеш Гамбетти видані Рейнаком під назвою: Discours et plaidoyers politiques (1880-84) і Depeches (1886).